# Gardenia volkensii
Espèce
Classification phylogénétique
Gardenia volkensii est une espèce de petits arbres à feuilles caduques de la famille des Rubiaceae originaire d'Afrique australe.
Il peut atteindre 5 à 8 mètres de hauteur et a une écorce gris clair.
Les feuilles sont pétiolées, opposées ou verticillées, trifoliées spatulées d'un vert clair.
Les fleurs sont blanches devenant jaune en vieillissant, parfumées. 
Elles apparaissent de juillet à octobre en Afrique du Sud et ont une durée de vie courte.
Les fruits murs ressemblent à une petite noix de coco de 6 centimètres de diamètre et contiennent de nombreuses graines. Ils restent longtemps sur l'arbre avant de tomber sans s'ouvrir et sont consommés par les éléphants, les buffles et les grandes antilopes qui assurent ainsi la répartition des graines. 
Sa principale sous-espèce est Gardenia volkensii subsp. spatulifolia qui est parfois considérée comme une espèce à part entière.